# هرشل مایال
هرشل مایال (انگلیسی: Herschel Mayall؛ ‏ ۱۲ ژوئیهٔ ۱۸۶۳ – ۱۰ ژوئن ۱۹۴۱) هنرپیشه اهل ایالات متحده آمریکا بود.

## گزیده فیلم‌شناسی
- تمدن (۱۹۱۶)
- کلئوپاترا (۱۹۱۷)
- داستان دو شهر (۱۹۱۷)
- مادام دو باری (۱۹۱۷)
- خانواده سلطنتی برادوی (۱۹۳۰)
- آهای، پدر! (۱۹۳۲)